# أمستيتن (النمسا السفلى)
أمستيتن، هي بلدة في النمسا السفلى. وعاصمة مقاطعة أمستيتين ومركز موستفيرتل المنطقة التاريخية («موست» - سيدر، «فيرتيل» - ربع مقاطعة النمسا السفلى)

## جغرافية
تقع أمستيتين بين لينز (60 كم) وفيينا (120 km) على الطريق السريع مما يزيد بقليل عن ساعة من فيينا بالقطار السريع، وتقع على نهر يبس و نهر أورل [الألمانية]
 كذلك تقع بالقرب من نهر الدانوب.

## التاريخ
هناك آثار للمستوطنات البشرية من العصر الحجري والعصر البرونزي توجد في المنطقة. ذكرت أول مستوطنة دائمة في المنطقة في المصادر المكتوبة وقد كانت الميرفيلد، التي ذكرت في 995. يعود أول ذكر لأمستيتن نفسه إلى تاريخ 1111. في عام 1858، وربطت المدينة ببقية النمسا-المجر بواسطة السكك الحديدية. منذ عام 1868، أيضًا كان مقر لإدارة المنطقة المحلية. خلال الحرب العالمية الثانية، كان هناك مخيمان فرعيان لمعسكر اعتقال ماوتهاوزن-جوسين في أمستيتن. كانت المدينة موطنًا لـ جوزيف فيرتيزل وجوزيف هيكيرسبيرغر.

## الاقتصاد المحلي
المقر الرئيسي لشركة مجموعة دوكا، وهي شركة دولية منتجة وموردة للقوالب، في أمستيتين.

## المدارس
أمستيتن تملك مجموعة متنوعة من المدارس التي تلبي احتياجات سكانها وسكان القرى المجاورة. وتضم صالة للألعاب الرياضية، أمستيتن هلو وأمستيتن هاك. يُعزز تعلم اللغة في أمستيتن بشكل كبير من خلال وجود مساعدي اللغة الإنجليزية من المملكة المتحدة والولايات المتحدة الأمريكية، والذين يديرون أيضًا أحداثًا منتظمة خارج المنهج في المنطقة المحلية. كما أن هناك مدرسة داخلية مهنية للمهن الفنية وتعليم الحرف.

## التسوق
تتوفر في أمستيتن فرص جيده تمكن سكانها من التمتع بالتسوق.و مركز تسوق يحوي داخله محلات ملابس، ومحلات أحذية، وسوبر ماركت، ومتاجر مخصصة لبيع البضائع تكنولوجية، ووسائل ممتعة أخرى. كما يمكنك الاستمتاع في مركز التسوق بخدمة الواي فاي مجانًا. يوجد في الشارع الرئيسي لأمستيتن بعض متاجر الملابس والعديد من المطاعم. يوجد محلين لبيع البضائع المستعملة في أمستيتن حيث يمكنك شراء الملابس ذات الجودة العالية بأسعار زهيدة. كا يوجد محلات السوبر ماركت الكبيرة بما في ذلك: {نتيريسبار وميكور وهوفر }

## حضاره
للأسف، لايمكن العثورعلى تفاصيل للمشهد الثقافي بسهولة في أمستيتن عبر الإنترنت. لتحصل على معلومات دقيقة عن الأحداث في أمستيتن، تتوفر في (قاعة المدينة (راتوس) برامج ومنشورات. (يوهان بولز هال) هي قاعة الحفلات الموسيقية المحلية حيث تقام المباريات المدرسية، والعروض المسرحية، والحفلات الموسيقية. أمستيتن لديها «ثقافي» سنوي، سلسلة اسابيع الخريف تخصص للثقافة. ويشمل ذلك عروض من أوركسترا أمستيتين السيمفونية، ومجموعات درامية محلية للهواة، بالإضافة إلى المسرح الاحترافي، والملاهي الليلية، ورواية القصص، والمحاضرات، والمعارض. في الشتاء، أمستيتن لديها سوق عيد الميلاد الخاص بها. في الصيف، يقدم المسرح الموسيقي الصيفي الذي يتكون من هواة ومحترفين ما يسمى «موسيقى اميستيتن الصيفية».

## مشاهد

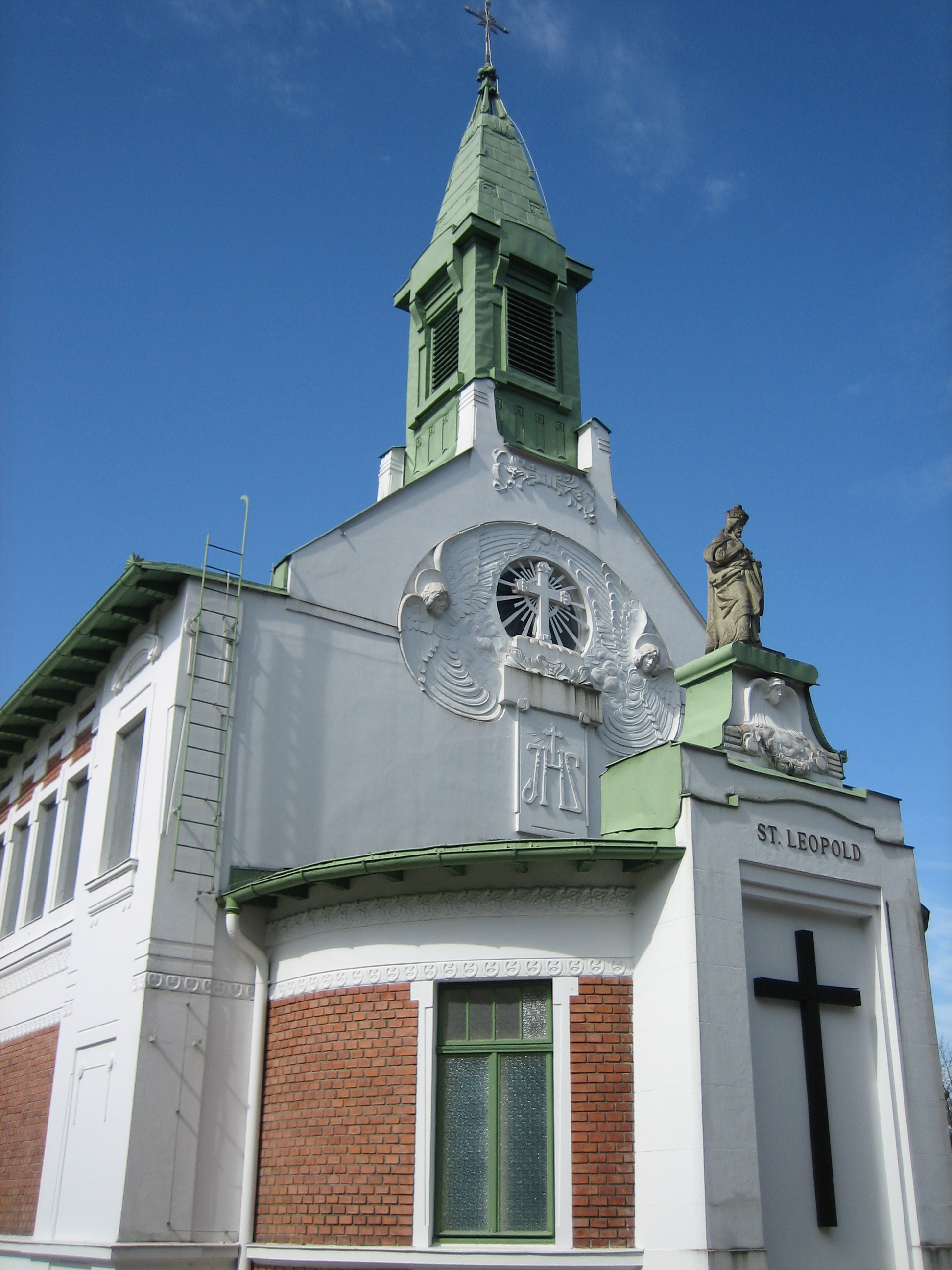
مصلى مستشفى أمستيتن ماور

أمستيتن فيها الكثير من الكنائس. هناك غابة صغيرة ونهر للمشي. يوجد مسبح داخلي وخارجي، «تجمع طبيعي»، صُمم ليحضر جماليات المسبح الطبيعي إلى مسبح من صنع الإنسان. يحتوي المسبح على ساونا ومزلاق. توجد العديد من صالات الألعاب الرياضية في أمستيتن بالإضافة إلى مدرسة للرقص والموسيقى.

## سهرات
اميستيتن لديها العديد من الحانات والنوادي. يقع K1 في قبو ويحظى بشعبية بين رواد الحفلات الأصغر سنًا. يوجد أيضًا قضيبان معدنيان بما في ذلك «حانة باندورا».

## المواصلات
يوجد في أمستيتين محطة قطار وتخدم بواسطة قطارات أو إ ب ب وقطارات ويستبان. من المحطة، توجد خدمات السكة الحديدية المباشرة إلى لينز وفيينا، بالإضافة إلى مناطق لجذب السياح جاذبية ميلك.

## علاقات دولية

### المدن التوأم - المدن الشقيقة
اميستيتن توأمت مع:
- Alsfeld، Hesse, Germany (1979)
- Ruelle-sur-Touvre، Charente، Nouvelle-Aquitaine, France (1992)
- Pergine Valsugana، Trentino، Trentino-Alto Adige/Südtirol, Italy (1999)

## أشخاص بارزون من هذه المدينة
- تيودور فون فريميل (1853-1928)، مؤرخ فني، عالم موسيقى وباحث بيتهوفن
- فريدل تشيبا (1898-1973)، ممثلة
- هيلين فون دام (مواليد 1938)، دبلوماسي أمريكي
- جوزيف فريتزل (مواليد 1935)، جنائي، انظر قضية فريتزل
- جوكيم شندلر (1944-1994)، الهندو أوروبي
- مانفريد فاغنر (1944)، عالم الثقافة والموسيقى
- جوزيف هيكرسبرجر (مواليد 1948)، لاعب كرة قدم ومدرب
- إروين واجنهوفر (مواليد 1961)، مؤلف ومخرج
- Paulus Hochgatterer (مواليد 1961)، كاتب
- هيرمان فيرينجر (مواليد 1962)، رافع قطب
- جورج برينشميد (مواليد 1973)، عازف قيثارة وملحن وعازف جاز
- جيرنوت واجنر (مواليد 1980)، اقتصادي ومؤلف
- مايكل كلوكوفسكي (مواليد 1981)، لاعب كرة قدم
- دانيال كوجلر (مواليد 1988)، لاعب كرة قدم